# Boulevard Edgar-Quinet (Colombes)
Le boulevard Edgar-Quinet est une voie de communication située à Colombes, dans le département des Hauts-de-Seine, en France.

## Situation et accès
Situé dans le quartier Europe, il suit le parcours de la route départementale 106. Partant du nord au carrefour de la rue Youri-Gagarine (anciennement rue des Renouillers) et de la rue de la Reine-Henriette, il traverse le carrefour de la rue Saint-Denis et de la rue Gay-Lussac. Il se termine rue Gabriel-Péri, cette fois à l'extremité sud de la rue de la Reine-Henriette.

## Origine du nom

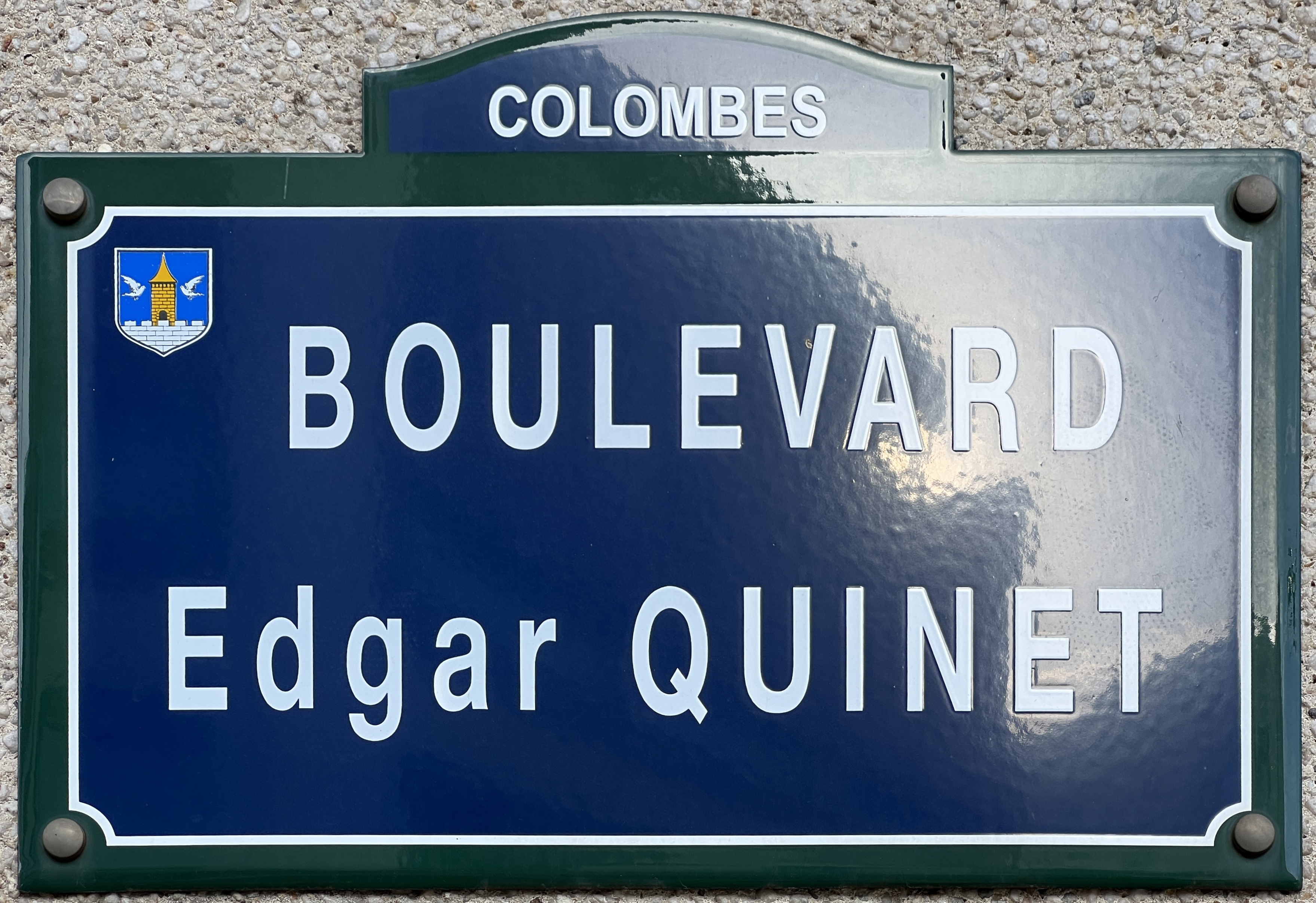
Plaque Boulevard Edgar Quinet.

Ce boulevard a été nommé en hommage à Edgar Quinet (1803-1875) historien, poète, philosophe et homme politique français.

## Historique

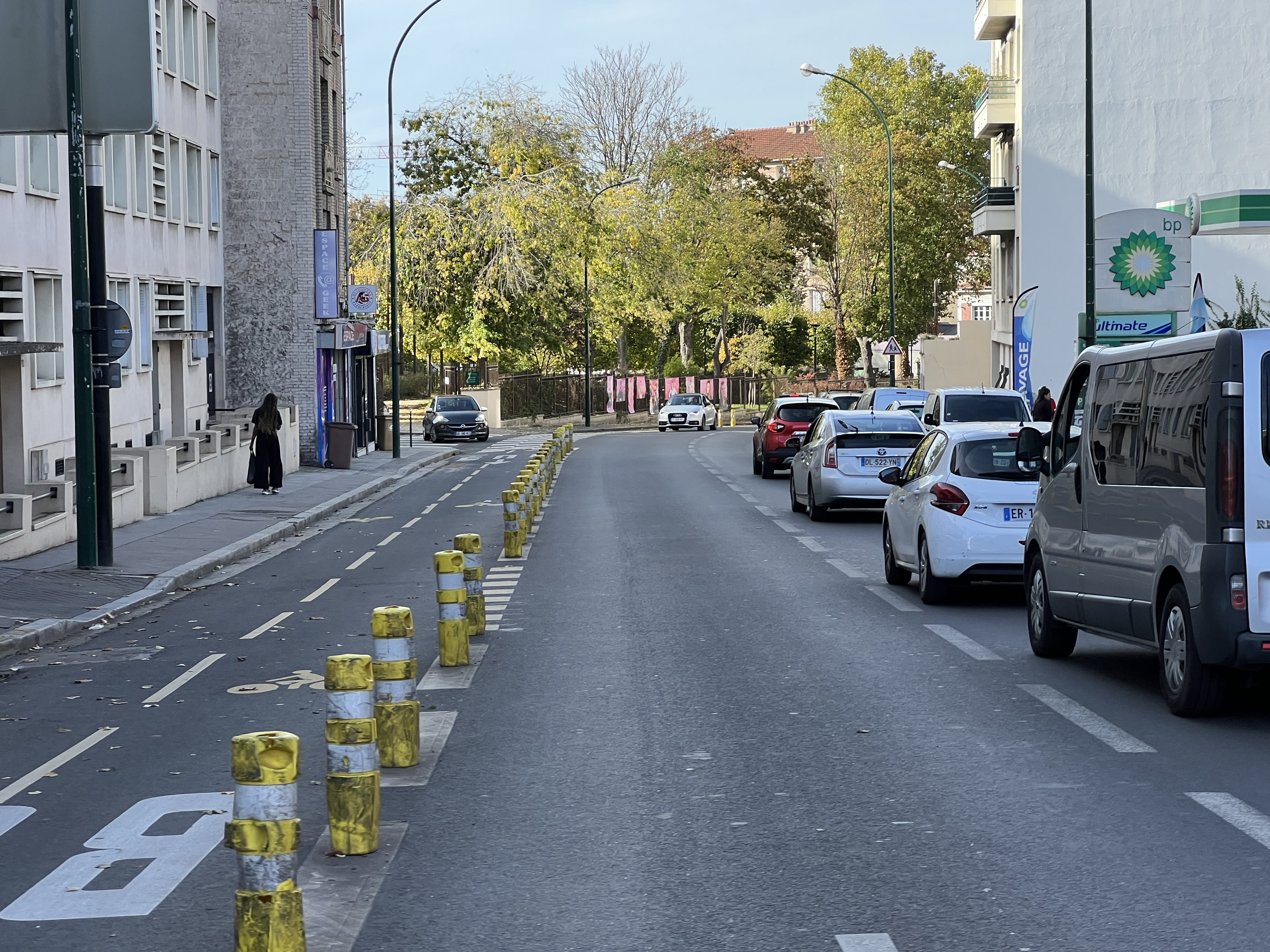
Boulevard Edgar Quinet - Colombes.

Il est réaménagé en 2022 en vue des Jeux olympiques et paralympiques de 2024, avec la création de pistes cyclables.

## Bâtiments remarquables et lieux de mémoire

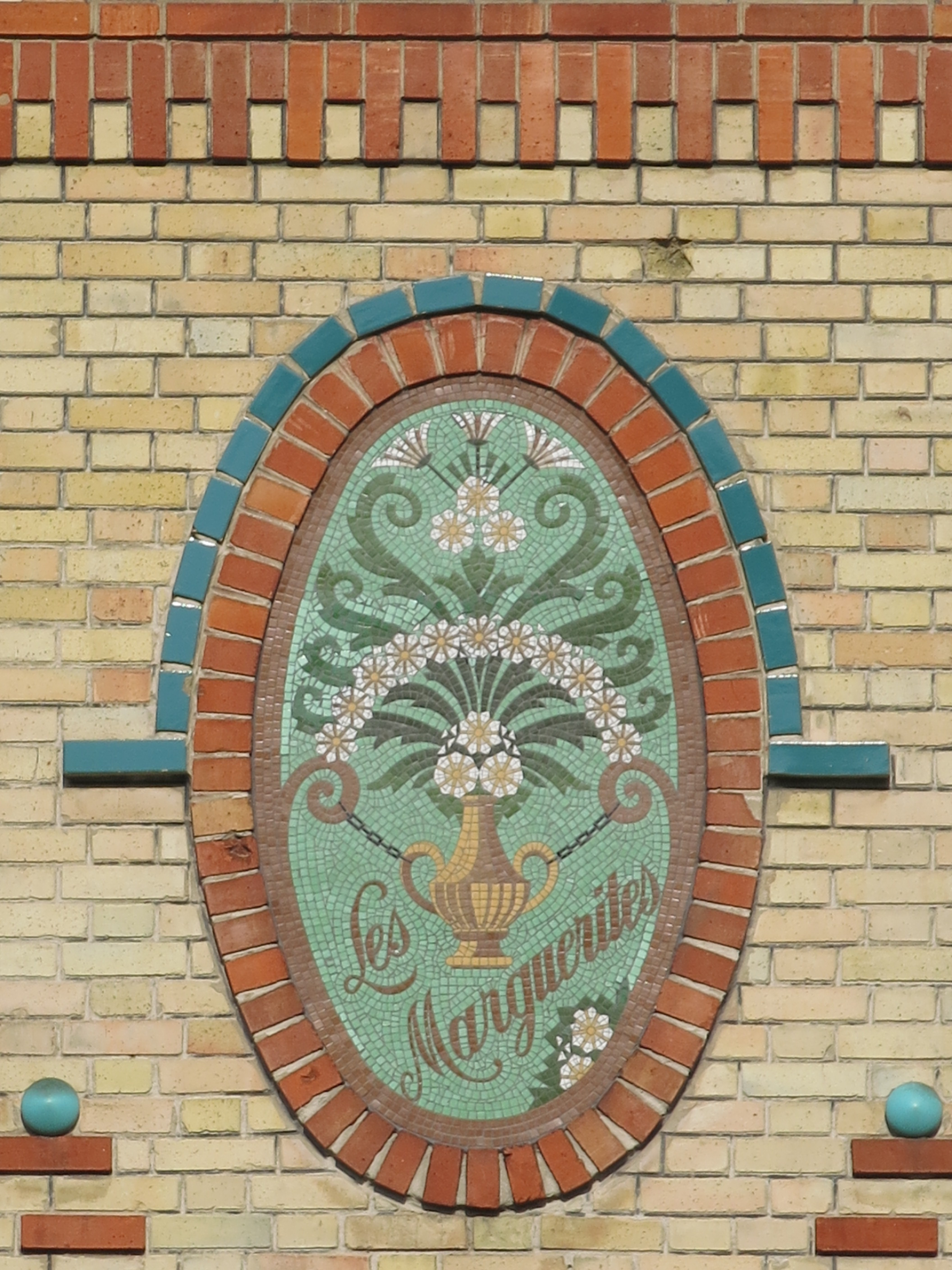
Colombes-Les Marguerites-13, Bd Edgar Quinet (detail)

- Square Edgar-Quinet, aménagé en février 1914.
- Monument de la Résistance et des Déportés[6].